# Boom! (película de 1968)
Boom!, también conocida como El ángel de la muerte, es una película dramática británica de 1968 dirigida por Joseph Losey y protagonizada por Elizabeth Taylor, Richard Burton y Noël Coward. 
Fue adaptada por Tennessee Williams de su propia obra El tren de la leche ya no se detiene aquí.

## Sinopsis
Flora 'Sissy' Goforth es una mujer con una enfermedad terminal que vive con un grupo de sirvientes, a quienes abusa verbalmente, en una gran mansión en una isla apartada. A su vida llega un hombre misterioso, Christopher Flanders, apodado "Il Angelo Dellamorte", El ángel de la muerte.
Flora está escribiendo sus memorias detallando sus múltiples matrimonios, pero su único amor por un poeta fallecido. Ella es interrumpida cuando sus perros guardianes atacan a Christopher mientras sube por el acantilado hacia su propiedad.
Luego, Flora comienza a enamorarse de Christopher, además de aterrorizarlo.

## Reparto
- Elizabeth Taylor como Flora 'Sissy' Goforth
- Richard Burton como Chris Flanders
- Noël Coward como la bruja de Capri
- Joanna Shimkus como Miss Black
- Michael Dunn como Rudi
- Romolo Valli como Dr. Luilo
- Fernando Piazza como Etti
- Veronica Wells como Simonetta
- Howard Taylor

## Recepción
La película obtuvo mayormente críticas negativas, en Rotten Tomatoes obtuvo una valoración del 20% con 15 críticos.
El cineasta John Waters expresó su encanto por la película y la eligió para ser proyectada en la primera edición del Festival de  Maryland en 1999. En el póster de la película de culto Pink Flamingos, dirigida por Waters en 1972, se puede ver el póster de Boom!.